# Булдо
Булдо (от fr. bouldoe) е прозрачна куха плувка с овално-цилиндрична форма.
Характерна особеност на булдото е наличието на отвори снабдени със запушалки, през които булдото се пълни с вода и по този начин се коригира неговото тегло и плавателност.
Традиционното използване на булдото е при риболов с изкуствена муха - на речен кефал, уклей, пъстърва.
Съществува и булдо за морски риболов. За стръв се закача блатен червей за главата. Морското булдо е най-подходящо за зарган, платерина, илария, морски кефал и др.